# Warner Bros.
Warner Bros. Entertainment, Inc. (of Warner Bros.) is een van 's werelds grootste producenten voor televisie en film. Warner Bros is van oorsprong een Amerikaans bedrijf, onderdeel van het mediaconglomeraat Warner Bros. Discovery. De hoofdzetel is gevestigd in Burbank, Californië. Warner Bros. Studios, Warner Bros. Pictures, Warner Bros. Television, Warner Bros. Animation, Warner Home Video, Warner Bros. Movie World DC Comics en New Line Cinema zijn allemaal partners van Warner Bros. De onderneming is gesticht in 1918 en daarmee de op twee na oudste Amerikaans filmstudio, na Paramount Pictures en Universal Studios, beide gesticht in 1912.

## Geschiedenis
Het bedrijf Warner Brothers Studios is opgericht door de vier broers Harry Warner (1881–1958), Albert Warner (1883–1967), Sam Warner (1887–1927) en Jack L. Warner (1892–1978), kinderen van een Joods-Poolse emigrant uit Krasnosielc (toen Russische Rijk).

### Begin als bioscoop
Sam Warner verpandde in 1906 een gouden horloge - een speciaal verjaardagscadeau van zijn vader - om een filmprojector te kopen. De broers Sam en Albert toerden zes maanden door de kleine steden van Ohio met slechts één film, The Great Train Robbery, voordat ze eindelijk hun eigen permanente bioscoop openden - het Cascade Motion Picture Theatre - in New Castle, Pennsylvania. Al snel voegden de andere broers en zussen zich in het familiebedrijf. Sam draaide de projector, Harry en Albert organiseerden de reclame, Jack zong voor de film om het publiek op te warmen en danste na de film om de rest van de familie de kans te geven om de film terug te spoelen, en Rose zat aan het loket en begeleidde Jack op piano.

### Filmproductie
In 1912 verhuisden zij naar New York en begonnen met de productie van films.
In 1917 hadden de broers hun eerste meer dan een miljoen dollar opbrengende film, My Four Years in Germany, die was gebaseerd op het boek van James W. Gerard als ambassadeur in de Eerste Wereldoorlog.

### Oprichting Warner Bros.
In 1923 verhuisde de productie onder leiding van Sam en Jack naar Californië en werd op 4 april van dat jaar de filmstudio onder de naam Warner Brothers Studios opgericht. Harry en Albert waren verantwoordelijk voor de financiële kant van de bedrijfsvoering. 
Sam en Jack experimenteerden met geluidsfilm en hadden groot succes met The Jazz Singer, een film met Al Jolson. Dit was de eerste film waarbij het geluid gesynchroniseerd was met beeld. Sam overleed op 5 oktober 1927, één dag voor de première van de film.
Na de dood van Sam werd Jack in 1927 het hoofd van de studio.
De broers produceerden daarna veel succesvolle films, zoals A Streetcar Named Desire, Rebel Without a Cause en My Fair Lady.
In 1956 verkochtten de broers hun aandelen, maar de transactie was een doorgestoken kaart, want Jack kocht de aandelen weer terug, en kwam zo aan het hoofd van het bedrijf te staan.

### Fusies
In 1967 kocht Seven Arts Productions de aandelen van Jack L. Warner in Warner Bros. over en fuseerde met het bedrijf tot Warner Bros.-Seven Arts. In 1969 werd het fusiebedrijf overgenomen door Kinney National Company. Na een financieel schandaal veranderde de naam in 1972 naar Warner Communications als holdingsmaatschappij voor de filmstudio en de Warner Music Group.
Momenteel is de studio slechts een divisie van Warner Bros. Discovery en is het bedrijf onder andere ook actief in de televisie- en distributiewereld.

## Producten
Warner Bros. produceert en verkoopt verschillende soorten producten:
- Films
- Spellen
- Muziek
- Dvd's
- Pretparken
- Afleveringen van televisieprogramma's

## Warner Bros. Movie World
Warner Bros. wordt als merknaam ook gebruikt door verschillende pretparken verdeeld over de hele wereld. Namelijk in Spanje (Parque Warner Madrid), Australië (Warner Bros. Movie World) en Abu Dhabi (Warner Bros. World Abu Dhabi, geplande opening 2018). Warner Bros. is hier zelf geen eigenaar (meer) van. Voorheen behoorde in dit lijstje ook Duitsland (destijds Warner Bros. Movie World Germany), maar dit pretpark is meerdere keren van eigenaar veranderd en heeft uiteindelijk in 2005 daardoor ook een naamswijziging gekregen naar het huidige Movie Park Germany.